# C·J·基路士
查斯特·謝路·基路士（1985年9月25日—），出生於美國西雅圖，巴林男子籃球運動員，司職中鋒，他在2008年NBA選秀落選後，代表多倫多速龍出戰NBA夏季聯賽。同年9月12日與洛杉磯湖人簽約，然而他於10月22日被湖人釋出。12月16日，他被湖人在發展聯盟所屬球隊洛杉磯防禦者取得。2009年3月5日，他被交易到蘇瀑天空力量以換取厄爾·巴隆。

## 外部連結
- C·J·基路士在fiba.basketball（英语）
- C·J·基路士在fiba.basketball（英语）
- C·J·基路士在archive.fiba.com（存檔）（英语）
- C·J·基路士在NBA G聯盟官網（英语）
- C·J·基路士在Basketball-Reference.com（NBA G聯盟）（英语）
- C·J·基路士在Sports-Reference.com（NCAA）（英语）
- C·J·基路士在Eurobasket.com（球員）（英语）
- C·J·基路士在Proballers（英语）
- C·J·基路士在RealGM（英语）